# Социальный кружок

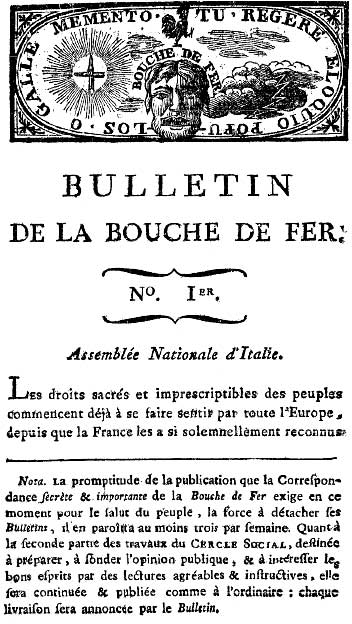
Первый выпуск печатного листка «Железные уста», 1790 год.

«Социальный кружок» (фр. Cercle social) — французский политический клуб эпохи Революции, просуществовавший с 1790 года по VIII-й год республиканского календаря. Члены кружка критиковали социальное неравенство французской нации и создание цензовой конституции; ставили целью достижение политического равноправия, включая равные политические и юридические права женщин; призывали к созданию всемирной федерации свободных народов, прокламировали революционные идеи эгалитаризма. Были отдельные требования запрета частной собственности, в которой усматривали главную причину общественного неравенства.
Социальный кружок вырос из «Общества друзей правды» (Les Amis de la Vérité, известного также как «Всемирная федерация друзей истины»), издававшего небольшой листок «Железные уста» (Bouche de Fer) с участием Никола Бонвиля (фр. Nicolas de Bonneville, 1760—1828), автора книги «Дух религий» (Esprit des religions), и аббата Фоше́ (1744—1793).
Первые заседания Социального кружка проходили в октябре 1790 года, когда Фоше изложил перед ним систему христианского социализма, основанную на всемирной любви, и расточал анафемы в адрес Вольтера.
Жена академика София де Кондорсе позволяла участникам Социального кружка встречаться в своём доме.

## Оценка и влияние
Согласно французскому историку Альберу Собулю, кружок был «смесью революционно-политического клуба, масонской ложи и литературного салона».
«Социальный кружок» сильно повлиял на мировоззрение романтиков XIX века, например, Шарля Нодье и Виктора Гюго, а также политических социологов Сен-Симона и Карла Маркса. Последний считал, что с Социального кружка началось то революционное движение, которое приняло форму коммунистической идеи.